# Wanda Chotomska

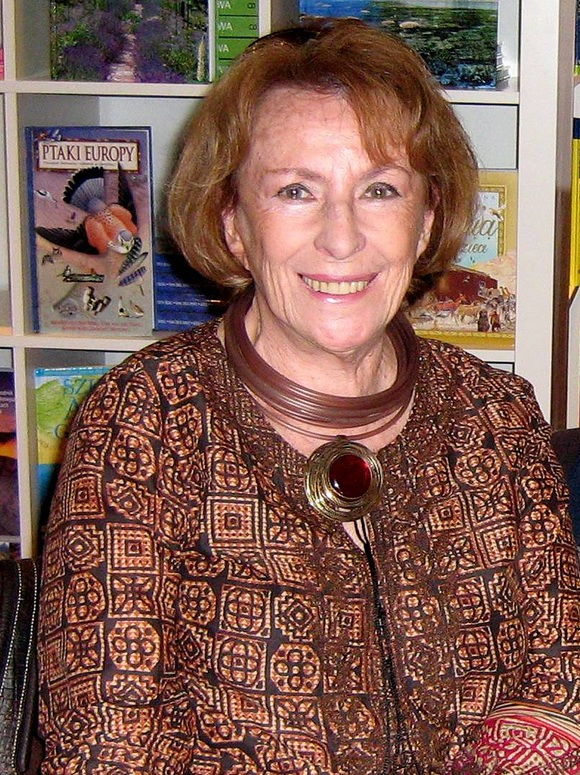
Wanda Chotomska 2007.

Wanda Maria Chotomska, född 26 oktober 1929 i Warszawa, död 2 augusti 2017 i Warszawa, var en polsk författare och poet som skrev över 200 böcker och teaterpjäser. Böckerna riktar sig ofta till unga och barn. Något som utmärker hennes sätt att skriva är ironin och de dubbla budskapen.